# Czesław Kiszczak
Czesław Jan Kiszczakⓘ (ur. 19 października 1925 w Roczynach, zm. 5 listopada 2015 w Warszawie) – polski wojskowy, polityk i działacz komunistyczny, generał broni ludowego Wojska Polskiego.

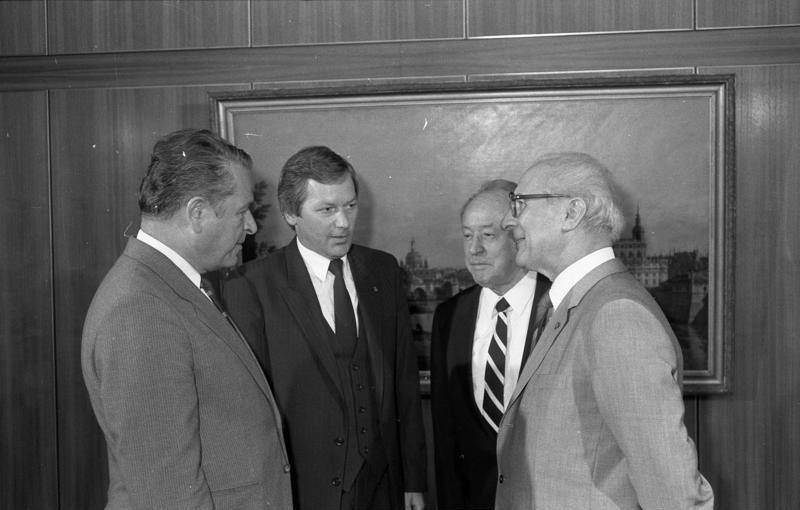
Czesław Kiszczak i przywódca NRD Erich Honecker (z prawej), 1988

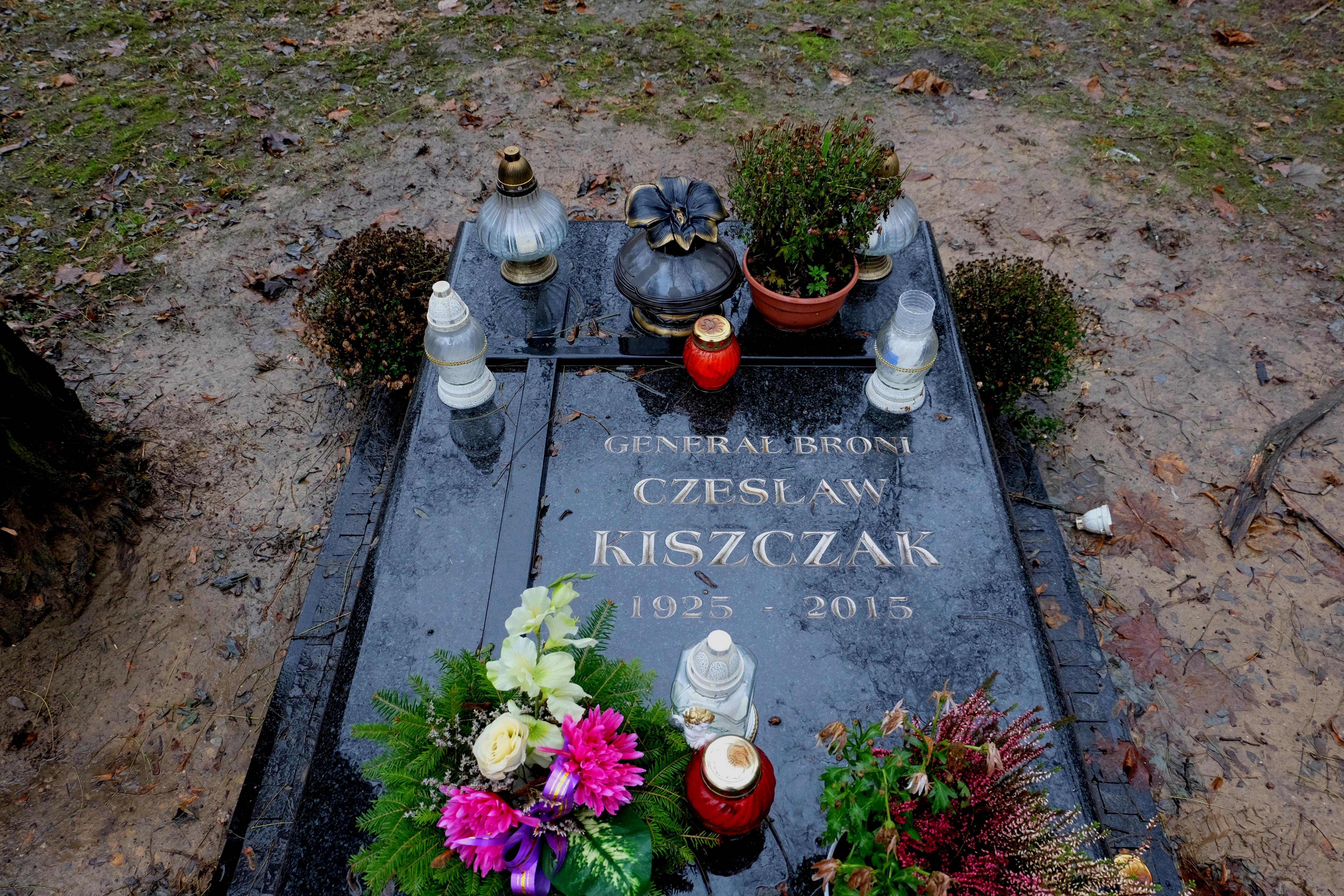
Grób gen. Czesława Kiszczaka na cmentarzu prawosławnym w Warszawie

Szef Zarządu II Sztabu Generalnego (1973–1979), szef Wojskowej Służby Wewnętrznej (1979–1981), minister spraw wewnętrznych (1981–1990), członek Wojskowej Rady Ocalenia Narodowego, współodpowiedzialny za przygotowanie i wprowadzenie stanu wojennego w 1981, zastępca członka (1982–1986) i członek (1986–1990) Biura Politycznego KC PZPR, prezes Rady Ministrów (od 2 do 24 sierpnia 1989), poseł na Sejm PRL IX kadencji, wicepremier (1989–1990). Budowniczy Polski Ludowej.

## Życiorys
Urodził się w Roczynach koło Andrychowa. Miał przyrodniego brata od strony matki. Jego ojciec pracował jako hutnik, choć nie był nim z zawodu. W 1935 stracił pracę w hucie „Guidotto” w Chropaczowie k. Katowic. Wedle relacji syna za prowadzoną działalność komunistyczną. Przed wojną należał do Stronnictwa Ludowego, po wojnie był członkiem ZSL. W latach powojennych Czesław Kiszczak podawał, że jego rodzice podczas okupacji zostali wywiezieni na roboty przymusowe. W 1939 Czesław Kiszczak ukończył w rodzinnej wsi siedmioklasową szkołę powszechną. Tuż przed wojną zdążył jeszcze rozpocząć naukę w gimnazjum w Kętach, ale nie ukończył pierwszej klasy. Podejmował się dorywczych prac. W czerwcu 1941 Kiszczak znalazł się na robotach przymusowych we Wrocławiu. Wczesną wiosną 1943 skierowano go na wschód do prowizorycznego obozu na Pustyni Błędowskiej. Stamtąd skierowano go do pracy w kopalni w Miechowicach. Uciekł z kopalni w rodzinne strony. Przedostał się do Generalnego Gubernatorstwa, gdzie w Krakowie – jak twierdził po latach – starał się nawiązać kontakt z podziemiem. Został ujęty w łapance, a następnie wysłano go do Wiednia, do pracy na kolei. Tam zetknął się z komunistami austriackimi i miał działać w ruchu konspiracyjnym. Po wkroczeniu do miasta Armii Czerwonej był organizatorem milicji ludowej.
W maju 1945 wrócił do Roczyn i zapisał się do Polskiej Partii Robotniczej. W 1945 ukończył w Łodzi Centralną Szkołę Partyjną PPR. Skierowany został do wojska, od razu jako oficer, lecz stamtąd usunięto go z pracy partyjnej ze względu na zbyt młody wiek i brak doświadczenia. Został przeniesiony przez PPR do działającego w obszarze kontrwywiadu wojskowego Głównego Zarządu Informacji Wojska Polskiego. W latach 1946–1947 jako pracownik Polskiej Misji Wojskowej w Londynie zajmował się rozpracowywaniem środowiska żołnierzy Władysława Andersa. Według dziennika „Polska The Times” w 1950 sporządził listę 54 oficerów, którzy zdecydowali się na powrót do Polski i opisując ich jako skierowanych na robotę szpiegowsko-dywersyjną.
Od 1951 był szefem Wydziału Informacji 18 Dywizji Piechoty w Ełku. W czasie czystek w wojsku kpt. Czesław Kiszczak złożył Szefowi GZI MON raport obciążający m.in. Wacława Komara, Stanisława Flatę i Józefa Kuropieskę. W 1953 został zwolniony z kontrwywiadu wojskowego i skierowany do Departamentu Kadr Ministerstwa Obrony Narodowej z wnioskiem o zwolnienie do rezerwy. Dzięki pułkownikowi Jerzemu Dobrowolskiemu trafił w 1954 do jednego z wydziałów w Departamencie Finansów MON. W 1957 rozpoczął służbę wojskową w następcy GZI MON – Wojskowej Służbie Wewnętrznej. W strukturze tej służby do 1965 był szefem zarządu WSW Marynarki Wojennej, a później Szefem Zarządu WSW Śląskiego Okręgu Wojskowego. W 1967 został Zastępcą Szefa WSW gen. Teodora Kufla. Ukończył kurs operacyjno-strategiczny w Akademii Sztabu Generalnego Sił Zbrojnych Związku Radzieckiego. W 1968 odznaczony Orderem Wojny Ojczyźnianej I stopnia. Od stycznia 1973 był szefem Zarządu II Sztabu Generalnego Wojska Polskiego (instytucja prowadząca wywiad wojskowy). W 1978 mianowany zastępcą szefa Sztabu Generalnego Wojska Polskiego. Od 1979 szef Wojskowej Służby Wewnętrznej.
W 1981 przeszedł do Ministerstwa Spraw Wewnętrznych na stanowisko ministra (ponownie powołany 14 października 1988). Był bliskim współpracownikiem gen. Wojciecha Jaruzelskiego. Członek Wojskowej Rady Ocalenia Narodowego, brał udział w organizowaniu stanu wojennego w latach 1981–1983. Jego opinia zadecydowała o zwolnieniu Lecha Wałęsy z internowania i ponownym zatrudnieniu go w Stoczni Gdańskiej. Według gen. Władysława Pożogi był inicjatorem akcji „Hiacynt” w 1985, wymierzonej w środowisko homoseksualistów (zarejestrowano ok. 11 000 osób).
Na VIII Zjeździe PZPR (luty 1980) został zastępcą członka Komitetu Centralnego PZPR, a na IX Nadzwyczajnym Zjeździe PZPR w lipcu 1981 – członkiem Komitetu Centralnego. Od lutego 1982 zastępca członka, a od lipca 1986 członek Biura Politycznego Komitetu Centralnego PZPR (do rozwiązania partii w styczniu 1990). W latach 1981–1983 był członkiem Komisji KC PZPR powołanej dla wyjaśnienia przyczyn i przebiegu konfliktów społecznych w dziejach Polski Ludowej. W maju 1985 został powołany na członka prezydium Rady Naczelnej Związku Bojowników o Wolność i Demokrację.
Był gospodarzem i uczestnikiem rozmów w Magdalence i prac Okrągłego Stołu. Desygnowany na premiera w lipcu 1989, nie zdołał utworzyć rządu (nie uzyskał poparcia Zjednoczonego Stronnictwa Ludowego i Stronnictwa Demokratycznego). W rządzie Tadeusza Mazowieckiego otrzymał funkcję wicepremiera od 12 września 1989. Wówczas został przewodniczącym Komitetu Koordynacyjnego Rady Ministrów do Spraw Przestrzegania Prawa powołanego 25 września 1989. Według Komisji Odpowiedzialności Konstytucyjnej pracującej do 1994, Czesław Kiszczak wraz z Wojciechem Jaruzelskim mieli w 1989 wydać polecenie zniszczenia stenogramów posiedzeń KC PZPR. Na początku lat 90. XX wieku toczyło się w tej sprawie postępowanie, później, ze względów formalnych, umorzone.
6 lipca 1990 wycofał się z życia politycznego, przekazując MSW Krzysztofowi Kozłowskiemu.
Książka Kto jest kim w Polsce. Inaczej. Cz. II Andrzeja Kępińskiego i Zbigniewa Kilara, Czytelnik, Warszawa 1986 (s. 210–278) zawiera obszerny wywiad z generałem Czesławem Kiszczakiem, z uwagami dotyczącymi jego działalności w latach 1943–1954. W 1991 nakładem Polskiej Oficyny Wydawniczej BGW ukazała się książka pod tytułem Generał Kiszczak mówi... prawie wszystko, będąca zapisem wywiadu przeprowadzonego z Czesławem Kiszczakiem przez Witolda Beresia i Jerzego Skoczylasa. Duży rozgłos wywołał wywiad, którego generał Czesław Kiszczak udzielił w lutym 2001 „Gazecie Wyborczej” (Pożegnanie z bronią).

## Przebieg służby
Pełny przebieg  służby Czesława Kiszczaka:
| Lp | Nazwa jednostki | Nazwa komórki                                                           | Stanowisko                          | Data rozpoczęcia |
| -- | --------------- | ----------------------------------------------------------------------- | ----------------------------------- | ---------------- |
| 1  | GZI WP          | Oddział II                                                              | oficer informacji                   | 18-12-1945       |
| 2  | GZI WP          | Wydział II, Sekcja I                                                    | oficer informacji                   | 01-11-1946       |
| 3  | GZI WP          | Oddział II                                                              | oficer informacji                   | 01-07-1947       |
| 4  | GZI WP          | Oddział II                                                              | starszy oficer informacji           | 15-12-1947       |
| 5  | GZI WP          | Oddział II, Samodzielna Sekcja                                          | starszy oficer informacji           | 01-01-1950       |
| 6  | GZI MON         | Okręgowy Zarząd Informacji Nr I, Wydział Informacji 18 Dywizji Piechoty | p.o. szefa                          | 01-06-1951       |
| 7  | GZI MON         | Okręgowy Zarząd Informacji Nr I, Wydział III                            | szef                                | 28-11-1952       |
| 8  | Szefostwo WSW   | do dyspozycji                                                           | -                                   | 17-05-1957       |
| 9  | Szefostwo WSW   | Zarząd I, Oddział II                                                    | szef                                | 27-06-1957       |
| 10 | Oddział WSW MW  | -                                                                       | szef                                | 29-09-1959       |
| 11 | Zarząd WSW ŚOW  | -                                                                       | p.o. szefa                          | 18-03-1965       |
| 12 | Zarząd WSW ŚOW  | -                                                                       | szef                                | 17-01-1966       |
| 13 | Szefostwo WSW   | -                                                                       | zastępca szefa                      | 13-07-1967       |
| 14 | Zarząd II SG WP | -                                                                       | p.o. szefa                          | 04-01-1973       |
| 15 | Zarząd II SG WP | -                                                                       | szef                                | 06-10-1973       |
| 16 | Zarząd II SG WP | -                                                                       | szef zarządu – zastępca szefa SG WP | 06-10-1978       |
| 17 | Szefostwo WSW   | -                                                                       | szef                                | 05-04-1979       |
| 18 | MSW             | -                                                                       | podsekretarz stanu, p.o. ministra   | 28-07-1981       |
| 19 | MSW             | -                                                                       | minister                            | 31-07-1981       |

## Procesy sądowe i odpowiedzialność karna
W 1996 wyrokiem uniewinniającym zakończył się pierwszy proces gen. Kiszczaka. Oskarżony był on o napisanie szyfrogramu umożliwiającego Milicji Obywatelskiej użycie broni wobec strajkujących. W drugim procesie, który zakończył się w 2004, Czesław Kiszczak został wyrokiem sądu uznany za winnego przyczynienia się do śmierci górników z kopalń „Wujek” i „Manifest Lipcowy” w grudniu 1981. Sąd skazał generała na 4 lata więzienia (w wyniku amnestii złagodzono karę do 2 lat i zawieszono jej wykonanie). Sąd apelacyjny nakazał powtórzyć proces. Trzeci proces generała rozpoczął się w 2006. W lutym 2007 miał zapaść wyrok, jednak oskarżony nie uczestniczył w procesie z powodu choroby.
We wrześniu 2007 dwóch działaczy LGBT – Szymon Niemiec i Jacek Adler – złożyło do Instytutu Pamięci Narodowej wniosek o ściganie gen. Kiszczaka za wydanie rozkazu rozpoczęcia akcji „Hiacynt”.
W kwietniu 2008 szczeciński oddział IPN wysłał do sądu akt oskarżenia o wyrzucenie z pracy w 1985 pracownika podlegającego MSW za posłanie córki do I komunii.
10 lipca 2008 sąd uznał, że były minister spraw wewnętrznych gen. broni Czesław Kiszczak ponosi „winę nieumyślną” za przyczynienie się do śmierci górników z kopalni „Wujek” i umorzył sprawę. W lutym 2010 rozpoczął się czwarty proces Czesława Kiszczaka oskarżonego o przyczynienie się do śmierci 9 górników z kopalni „Wujek” w 1981. 26 kwietnia 2011 warszawski Sąd Okręgowy uniewinnił generała.
W 2007 Główna Komisja Ścigania Zbrodni przeciwko Narodowi Polskiemu postawiła Czesława Kiszczaka w stan oskarżenia o to, że dopuścił się zbrodni komunistycznej w ten sposób, że działając w zorganizowanym związku przestępczym o charakterze zbrojnym mającym na celu popełnianie przestępstw polegających na pozbawianiu wolności poprzez internowanie i wykonywanie kar pozbawienia wolności orzeczonych za czyny wcześniej niekaralne oraz innych przestępstw przeciwko wolności, a nadto naruszaniu nietykalności cielesnej, tajemnicy korespondencji oraz praw pracowniczych obywateli polskich (…) uczestniczył w opracowaniu projektów aktów normatywnych oraz planów i harmonogramów działań organów władzy i administracji państwowej oraz mediów publicznych dotyczących nielegalnego wprowadzenia stanu wojennego. 12 stycznia 2012 Sąd Okręgowy w Warszawie uznał winę Czesława Kiszczaka z tytułu członkostwa w związku przestępczym o charakterze zbrojnym (art. 258 § 2 Kodeksu karnego), wymierzając mu karę 4 lat pozbawienia wolności, łagodząc ją jednak na podstawie amnestii z 1989 o połowę, tj. do 2 lat oraz warunkowo zawieszając z uwagi na wiek i stan zdrowia oskarżonego, na okres 5 lat. 5 czerwca 2013 sąd apelacyjny zawiesił proces z powodu stanu zdrowia oskarżonego. W lipcu 2014 sąd apelacyjny uznał, że Czesław Kiszczak może uczestniczyć w procesach sądowych. 15 czerwca 2015 apelacja została oddalona, a wyrok stał się prawomocny.

## Śmierć i pogrzeb
Zmarł 5 listopada 2015. W specjalnie wydanym komunikacie dla mediów Ministerstwo Obrony Narodowej poinformowało, że pogrzeb generała nie odbędzie się na warszawskich Powązkach Wojskowych oraz nie przewiduje się na uroczystości wojskowej asysty, jak również udziału przedstawicieli wojska. Został pochowany bez asysty wojskowej 7 listopada 2015 na cmentarzu prawosławnym w Warszawie przy udziale jedynie najbliższej rodziny, przyjaciół i trzech księży prawosławnych.

## Film
W filmie Żeby nie było śladów nakręconym w 2021 przez Jana P. Matuszyńskiego w postać Czesława Kiszczaka wcielił się Robert Więckiewicz.

## Życie prywatne
Syn Jana (1888–1978) i Rozalii (1886–1963) z domu Orkisz. Był żonaty z Marią Teresą Kiszczak, miał dwoje dzieci: Ewę i Jarosława.

## Ordery i odznaczenia (lista niepełna)
- Order Budowniczych Polski Ludowej (1984)
- Order Sztandaru Pracy I klasy
- Krzyż Komandorski Orderu Odrodzenia Polski (1972)
- Krzyż Kawalerski Orderu Odrodzenia Polski
- Order Krzyża Grunwaldu III klasy
- Medal 10-lecia Polski Ludowej (1954)
- Medal 30-lecia Polski Ludowej (1974)
- Medal 40-lecia Polski Ludowej (1984)
- Złoty Medal „Siły Zbrojne w Służbie Ojczyzny”
- Srebrny Medal „Siły Zbrojne w Służbie Ojczyzny”
- Brązowy Medal „Siły Zbrojne w Służbie Ojczyzny”
- Złoty Medal „Za zasługi dla obronności kraju”
- Srebrny Medal „Za zasługi dla obronności kraju”
- Brązowy Medal „Za zasługi dla obronności kraju”
- Odznaka Grunwaldzka
- Srebrna Odznaka „Za zasługi w ochronie porządku publicznego”
- Brązowa Odznaka „Za zasługi w ochronie porządku publicznego”
- Brązowa Odznaka „Za zasługi w obronie granic PRL”
- Medal im. Ludwika Waryńskiego (1987)[35]
- Honorowy Żeton Zasługi „Złom” Polskiego Związku Łowieckiego (1986)[36]
- Odznaka honorowa I stopnia „Zasłużony dla Polskich Linii Lotniczych – Lot” z trzema diamentami (1989)[37]
- Medal pamiątkowy „40-lecia PZPR” (1988)[38]
- Honorowa Odznaka Miasta Łodzi (1983)[39]
- Złota Odznaka „Za zasługi dla Ziemi Krakowskiej” (1987)[40]
- Medal „Za umacnianie braterstwa broni” (Bułgaria)
- Jubileuszowy Medal 100. Rocznicy Urodzin Georgi Dymitrowa (Bułgaria, 1983)[41]
- Medal „Za umacnianie przyjaźni Sił Zbrojnych I stopnia” (Czechosłowacja, 1980)
- Medal „Za umacnianie przyjaźni Sił Zbrojnych II stopnia” (Czechosłowacja, 1973)[42]
- Order Przyjaźni (Czechosłowacja, 1985)[43]
- Order Solidarności (Kuba, 1986)[44]
- Order Wojny Ojczyźnianej I stopnia (ZSRR)
- Order Przyjaźni Narodów (ZSRR, 1973)
- Medal „Za umacnianie braterstwa broni” (ZSRR)
- Medal jubileuszowy „60 lat Sił Zbrojnych ZSRR” (ZSRR, 1978)
- Medal jubileuszowy „Czterdziestolecia zwycięstwa w Wielkiej Wojnie Ojczyźnianej 1941–1945” (ZSRR, 1985)[45]
- inne medale i odznaczenia jubileuszowe i pamiątkowe państw socjalistycznych, organizacyjne i regionalne